# Ciril Praček
Ciril Praček, slovenski alpski smučar, * 27. marec 1913, Jesenice, † 25. oktober 2000, Jesenice.
Praček je za Jugoslavijo nastopil na Zimskih olimpijskih igrah 1936 v Garmisch-Partenkirchnu in 1948 v Sankt-Moritzu.
V Garmischu je v kombinaciji osvojil 15. mesto, v Sankt-Mortizu pa je tekmoval le v smuku in osvojil 72. mesto.